# Muskarin
Muskarin, L-(+)-muskarin, je prirodni proizvod nađen u pojedinim pečurkama, posebno u vrstama Inocybe i Clitocybe, kao i u smrtonosnoj . Ovo jedinjenje je prvi put izolovano iz Amanita muscaria 1869. To je bila prva parasimpatomimetska supstanca ikad studirana. Ona uzrokuje snažnu aktivaciju perifernog parasimpatetičkog nervnog sistema što može da dovede do konvulzija i smrti. 
Muscarine je kvaternarni amin, iz kog razloga se u manjoj meri apsorbuje uz gastrointestinalnog trakta u poređenju sa tercijarnim aminima. Ovo jedinjenje ne prelazi krvno-moždanu barijeru.
Muskarin oponaša dejstvo neurotransmitera acetilholina na muskarinskim acetilholinskim receptorima. Ti receptorima je data ime po muskarinu.

## Literatura
- Pappano Achilles J (2006). „Chapter 7. Cholinoceptor-Activating & Cholinesterase-Inhibiting Drugs”.  Ур.: Katzung, Bertram G. Basic and clinical pharmacology. New York: McGraw-Hill Medical Publishing Division.  0-07-145153-6. Архивирано из оригинала 10. 09. 2009. г.

## Spoljašnje veze
- Lečenje muskarinskog trovanja
- Psihoaktivne Amanita pečurke